# اوکیو نو کاتا
اوکیو نو کاتا (به ژاپنی: お京の方 Okyō)؛ یک زن نظامی اونا بوگیشا از دوره سنگوکو بود که او در کنار همسرش کیاما ماساچیکا در خدمت آسو کوره‌میتسو در ولایت هیگو بود.
هنگامی که اولایت هیگو بین کونیشی یوکیناگا و کاتو کیوماسا در سال ۱۵۸۷ تقسیم شد، پس از تکمیل لشکرکشی کیوشو، کیوماسا از خاندان آسو به سرزمین‌ها حمله کرد. و اوکیو برای دفاع داوطلب شد.

## محاصره قلعه هوندو
زندگی اولیه اوکیو نو کاتا در اسناد تاریخی ثبت نشده است. او با کیاما ماساچیکا (木山正親) از ولایت هیگو ازدواج کرد. شوهر او یک فرمانده جنگ سامورایی بود که ابتدا به خاندان ریوزوجی و بعداً به خاندان آسو خدمت کرد. اوکیو بیشتر به خاطر دوئل کردن سامورایی معروف، کاتو کیوماسا، در یک مبارزه شناخته شده است.